# Arches (Cantal)
Arches (okzitanisch Archas) ist eine französische Gemeinde mit 203 Einwohnern (Stand 1. Januar 2022) im Département Cantal in der Region Auvergne-Rhône-Alpes (vor 2016 Auvergne); sie gehört zum Arrondissement Mauriac und zum Kanton Ydes. Die Einwohner werden Archoux genannt.

## Geographie
Arches liegt in den Ausläufern des Monts-du-Cantal-Massivs, etwa 42 Kilometer nordnordwestlich von Aurillac. Der Fluss Dordogne begrenzt die Gemeinde im Norden und Westen, an der südlichen Gemeindegrenze mündet der Labiou in die Dordogne.  Umgeben wird Arches von den Nachbargemeinden Sérandon im Norden, Veyrières im Osten und Nordosten, Jaleyrac sowie Sourniac im Osten und Südosten, Chalvignac im Süden und Südwesten sowie Neuvic im Westen und Nordwesten.

## Bevölkerungsentwicklung
| Jahr                       | 1962 | 1968 | 1975 | 1982 | 1990 | 1999 | 2006 | 2011 | 2017 |
| Einwohner                  | 237  | 248  | 209  | 198  | 174  | 173  | 182  | 179  | 185  |
| Quellen: Cassini und INSEE |      |      |      |      |      |      |      |      |      |

## Sehenswürdigkeiten
- Findling Peyra de la Pendula
- Kirche Saint-Julien aus dem 14. Jahrhundert, alter Donjon als Glockenturm aus dem 12. Jahrhundert, Monument historique seit 1927
- Konvent von Thébaide
- Schloss Montfort aus dem 16. Jahrhundert
- Hängebrücke von Saint-Projet von 1945

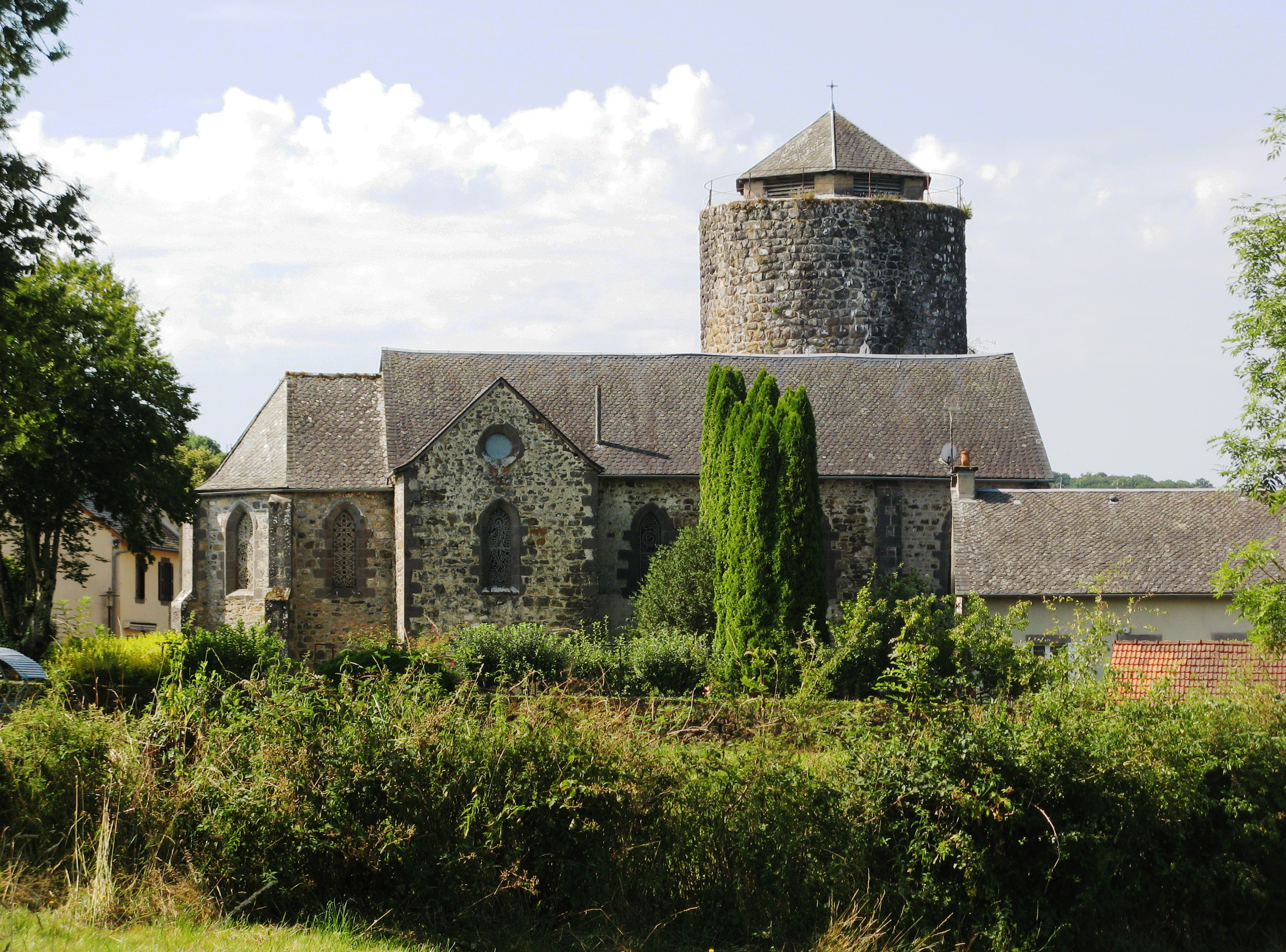
Kirche Saint-Julien
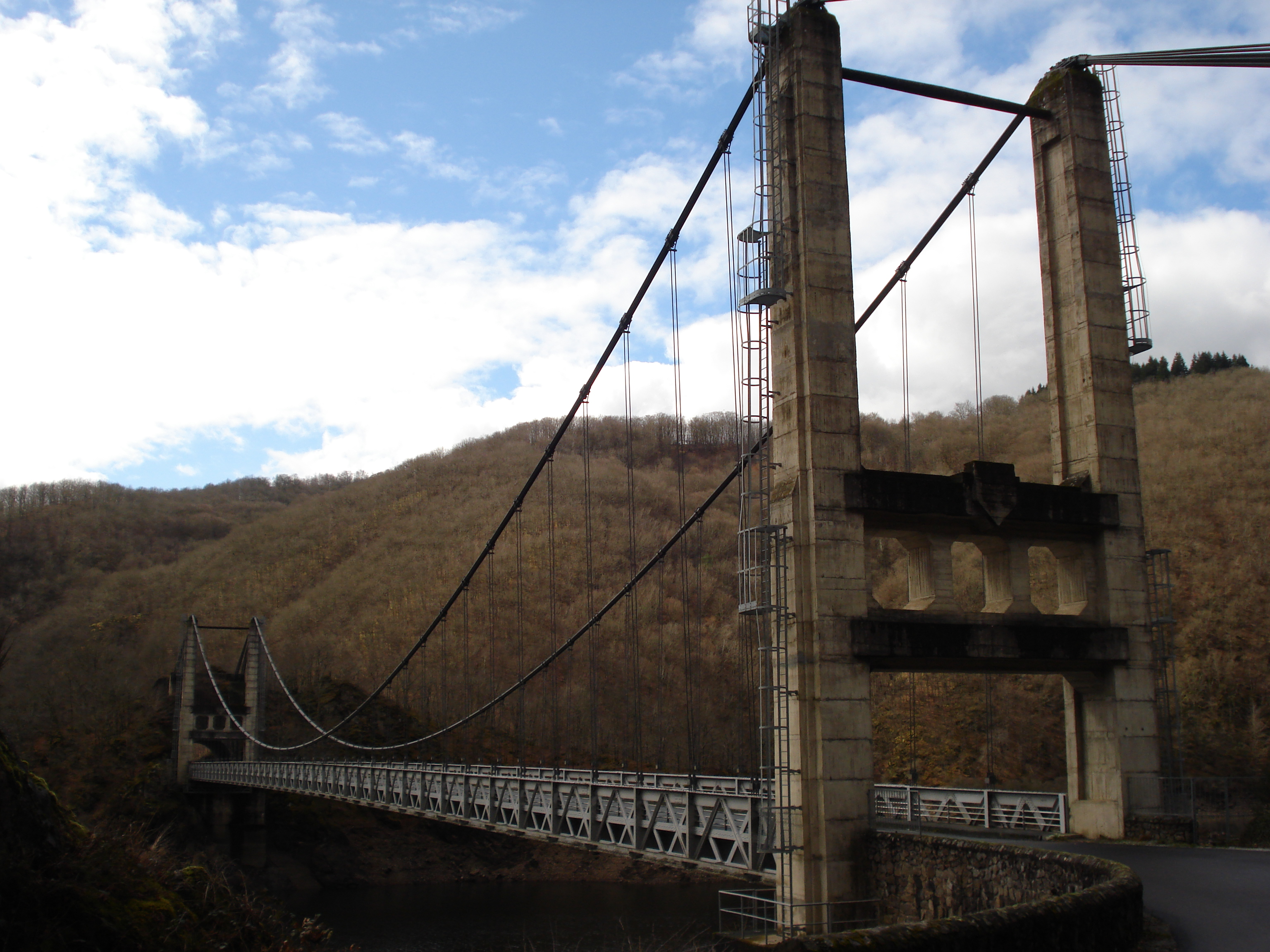
Hängebrücke